# Хованщина (филм, 1959)
„Хованщина“ (на руски: Хованщина) е съветски филм от 1959 година, създаден от Мосфилм, екранизация на едноименната опера на Модест Мусоргски.

## Сюжет
Септември, 1682 година. Този месец е останал в историята на Русия с името „Хованщина“. След бунта на стрелците за владетел на Москва е провъзгласен от принцеса София Алексеевна техния предводител княз Иван Хованский (Алексей Кривченя). Макар да се ползва с голямо доверие сред подчинените си, управлението му трае по-малко от месец.

## В ролите
- Алексей Кривченя като княз Иван Хованский
- Антон Григориев като княз Андрей Хованский, сина на Иван
- Евгений Кибкало като болярина Шакловитий
- Марк Рейзен като Досифей
- Кира Леонова като Марфа
- Владимир Петров като княз Василий Голицин
- Алексей Масленников като Кузка, младия стрелец
- Вивея Громова като Ема, момичето от германското поселение
- Виктор Нечипайло като народния предводител
- Лилия Гриценко като Сусана, разколницата
- Мая Плисецкая като пленницата- персийка

## Номинации
- Номинация за Оскар за най-добра музика на Дмитрий Шостакович от 1962 година.